# Бурсучень (Молдова)
Бурсучень (рум. Bursuceni) — село у Синжерейському районі Молдови. Адміністративний центр однойменної комуни, до складу якої також входить село Слобозія-Мегура.

## Населення
За даними перепису населення 2004 року у селі проживали 1107 осіб.
Національний склад населення села:
| Національність   | Кількість осіб | Відсоток   |
| ---------------- | -------------- | ---------- |
| молдавани румуни | 1089 7         | 98,4% 0,6% |
| українці         | 6              | 0,5%       |
| росіяни          | 4              | 0,4%       |
| болгари          | 1              | 0,1%       |
| Всього           | 1107           | 100%       |